# Morgen das Leben
Morgen das Leben ist ein deutsches Filmdrama des Regisseurs Alexander Riedel aus dem Jahr 2010. Der in drei unterschiedliche Handlungsstränge gegliederte Episodenfilm spielt in München und thematisiert das Leben alleinstehender Menschen in schwierigen sozialen Situationen, die um die 40 Jahre alt sind. Die Inszenierung der Protagonisten erfolgt mittels dokumentarischer Elemente, wodurch das Filmgeschehen einen realistischen Anschein erhält.

## Handlung
Die drei einzelnen Episoden sind dramaturgisch ineinander verflochten, weisen jedoch nur geringe Überschneidungen auf:
- Die ehemalige Stewardess und alleinerziehende Mutter Judith jobbt in Heimarbeit als Telefonistin und bestückt Plastikbauteile mit Etiketten. Ihr Lebensinhalt ist Sohn Oskar. Sie flirtet mit Telefonkunden. Gegen Ende des Filmes sucht sie als Stewardess gekleidet Jochen auf.
- Jochen arbeitet auf einem Großmarkt und lebt unter prekären Umständen in einer billigen Pension. Als ein zusätzlicher Mieter in seinem Einzelzimmer einquartiert werden soll, begibt sich Jochen auf die Suche nach einer neuen Arbeitsstelle mit besserer Bezahlung. Als Versicherungsvertreter muss er nicht nur sein äußeres Erscheinungsbild ändern.
- Nach 18-jähriger Tätigkeit als Sachbearbeiterin bei einer Behörde hängt Ulrike ihren Beruf an den Nagel. Ihr Freund hat sie gerade verlassen. Sie versucht einen Neuanfang und beginnt eine Ausbildung als Masseurin.

Die drei Protagonisten werden in sozialer Isolation dargestellt. Sie verbindet Einsamkeit, aber auch der Wille zu einer Veränderung ihrer Lebenssituation. Am Ende des Filmes durchstreift Ulrike mit zwei Arbeitskolleginnen als Bienen verkleidet die Stadt und nimmt ein Bad in der Isar.

## Hintergrund
Sein Spielfilmdebüt bezeichnet der Regisseur und Dokumentarfilmer Alexander Riedel als einen dokumentarischen Spielfilm.

## Kritik
Laut Süddeutscher Zeitung schildert der Film „eine verwunschene Welt, in der Menschen sich abstrampeln, um ein Gefühl der Vorhandenheit zu ergattern“.
Der Fernsehsender ZDF kommentiert, „Alexander Riedel inszeniert seine drei Hauptdarsteller mitten im wahren Leben – so wird der Film zu einem Grenzgänger an der Schwelle von Fiktion und Realität“.
Das Internetportal FILMSTARTS gelangt zu dem Fazit: „Immer wieder brechen Hoffnungsschimmer die triste Stimmung des Films auf und lassen das Aufbäumen der drei Hauptfiguren beinahe als Aufruf zum Nachahmen lesen“.

## Auszeichnungen (Auswahl)
Ulrike Arnold und Jochen Strodthoff gewannen beim Filmfest München im Jahr 2010 jeweils den Förderpreis Deutscher Film für ihre schauspielerische Leistung.
Im gleichen Jahr wurde die Produktion im Rahmen des Internationalen Filmfestes Oldenburg mehrfach nominiert.
Die Deutsche Film- und Medienbewertung FBW in Wiesbaden verlieh dem Film das Prädikat besonders wertvoll.